# Thalictrum elegans
Thalictrum elegans là một loài thực vật có hoa trong họ Mao lương. Loài này được Wall. ex Royle miêu tả khoa học đầu tiên năm 1834.